# Dana Powell
Dana Powell (n. 1974, Springfield, Missouri, SUA) este o actriță americană de benzi desenate, cunoscută pentru rolul  Pam Tucker, sora lui Cam, din O familie modernă (2013–2019).

## Viața personală
Powell este căsătorit cu Dan Tipton, care a lucrat ca supraveghetor de producție pentru O familie modernă.
S-au întâlnit la Missouri State și, la scurt timp după absolvire, el a invitat-o să se mute la Los Angeles. Au un fiu.

## Cariera în film
Cel mai cunoscut rol al lui Powell este Pameron „Pam” Tucker , sora personajului principal Cameron „Cam” Tucker (Eric Stonestreet), din sitcomul O familie modernă.
 A apărut pentru prima dată în episodul din sezonul al cincilea " Farm Strong " în 2013, ea a revenit pentru 14 episoade în total. Powell îl cunoștea pe Stonestreet din zilele lor de comedie de improvizație și îl considera „fratele ei mai mare neoficial din viața reală”.

## Filmografie
- O familie modernă (2013–2019)